# Sappy (EP)
Sappy es el segundo EP japonés (noveno en general) del grupo surcoreano Red Velvet. Fue lanzado por Avex Trax el 29 de mayo de 2019. El EP presenta seis pistas, incluida la canción principal «Sappy», además de «Sayonara», «Swimming Pool» y las versiones japonesas de sus éxitos coreanos «Rookie», «Peek-A-Boo» y «Power Up».
El EP alcanzó la 7ª posición en la lista de álbumes mundiales de EE. UU, y se ubicó en el número 12 en la lista del Gaon Album Chart.

## Lanzamiento
Sappy se lanzó en dos ediciones físicas: un CD First Press de edición limitada y un CD + DVD Regular Edition. También se lanzó como descarga digital.

## Rendimiento comercial
El EP debutó en el número 4 en la lista de álbumes de Oricon en su primera semana con 14.769 copias físicas vendidas. También debutó en el número 4 en los Billboard Japan's Hot Albums. El EP también se ubicó en el número 61 en los Billboard Japan's Top Download Albums y en el número 4 del Top de ventas de álbumes, con 16.140 copias estimadas vendidas.

## Lista de canciones
| CD / Descarga digital |                                 |                 | |                                      |          |  |
| N.º                   | Título                          | Letras          | Música | Arreglo                              | Duración |  |
| 1.                    | «Sappy»                         | MEG.ME          | Maria Marcus, Andreas Oberg, Emyli                                                                                         | Andreas Öberg, Emyli                 | 3:19     |  |
| 2.                    | «Swimming Pool»                 | Hidenori Tanaka | Didrik Thott, Sean Alexander (Avenue 52), Daren "Baby Dee Beats" Smith                                                     | Avenue 52                            | 3:20     |  |
| 3.                    | «Sayonara»                      | Daisuke Nojima  | Shin Hyuk, Kyum Lyk, Ashley Alisha                                                                                         | JJ Evans                             | 3:15     |  |
| 4.                    | «Peek-A-Boo» (japanese version) | Kenzie          | Moonshine, Cazzi Opeia, Ellen Berg Tollbom                                                                                 | Moonshine                            | 3:09     |  |
| 5.                    | «Rookie» (japanese version)     | Jo Yoon-kyung   | Jamil 'Digi' Chammas, Leven Kali, Sara Forsberg, Karl Powell, Harrison Johnson, MZMC, Otha 'Vakseen' Davis III, Tay Jasper | The Colleagues, Jamil 'Digi' Chammas | 3:16     |  |
| 6.                    | «Power Up» (japanese version)   | Kenzie          | Ellen Berg Tollbom, Cazzi Opeia, Jonatan Gusmark, Ludvig Evers                                                             | Jonatan Gusmark, Ludvig Evers        | 3:25     |  |
| 19:44                 |                                 |                 | |                                      |          |  |

| DVD     |                                                                 |          |  |
| N.º     | Título                                                          | Duración |  |
| 1.      | «Sappy» (Music video)                                           |          |  |
| 2.      | «#Cookie Jar» (Music video)                                     |          |  |
| 3.      | «Sappy» (Music video making clip)                               |          |  |
| 4.      | «Sappy» (Jacket making clip)                                    |          |  |
| 5.      | «#Cookie Jar» (Music video making clip)                         |          |  |
| 6.      | «#Cookie Jar» (Jacket making clip)                              |          |  |
| 7.      | «Red Velvet 1st Concert "Red Room" in Japan» (Backstage making) |          |  |
| 8.      | «ReVeluv-Baby Premium Party» (Digest)                           |          |  |
| 1:20:14 |                                                                 |          |  |

## Posicionamiento en listas
| Lista (2019)                       | Mejor posición |
| ---------------------------------- | -------------- |
| Japón (Hot Albums Billboard Japan) | 4              |
| Japón (Japanese Albums Oricon)     | 4              |

## Historial de lanzamiento
| País  | Fecha              | Formato             | Discográfica | Ref.  |
| ----- | ------------------ | ------------------- | ------------ | ----- |
| Japón | 29 de mayo de 2019 | CD descarga digital | Avex Trax    | [ 8 ] |